# Nosar Baru
Nosar Baru is een bestuurslaag in het regentschap Bener Meriah van de provincie Atjeh, Indonesië. Nosar Baru telt 233 inwoners (volkstelling 2010).